# Sloane Square (London Underground)

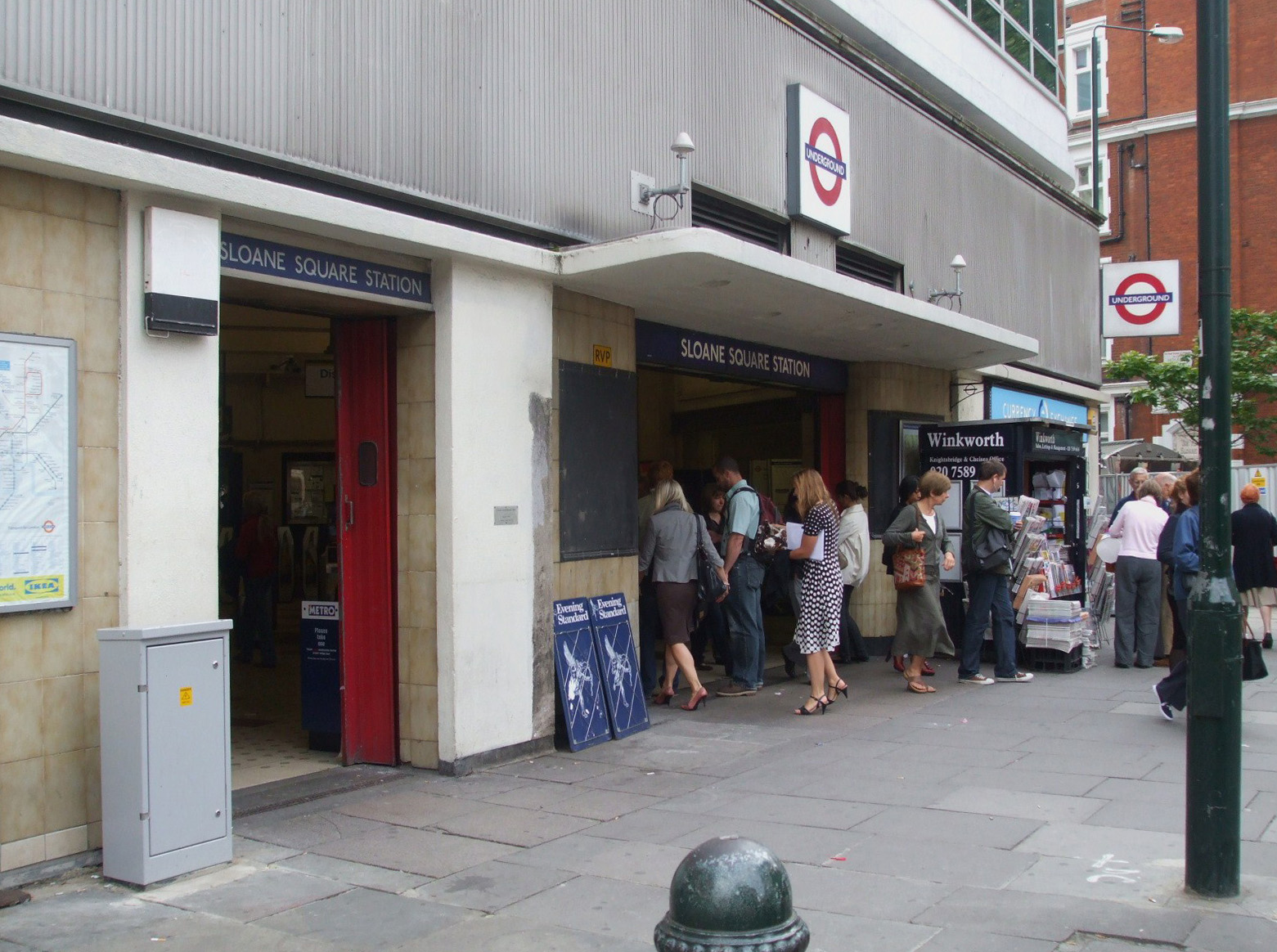
Stationseingang

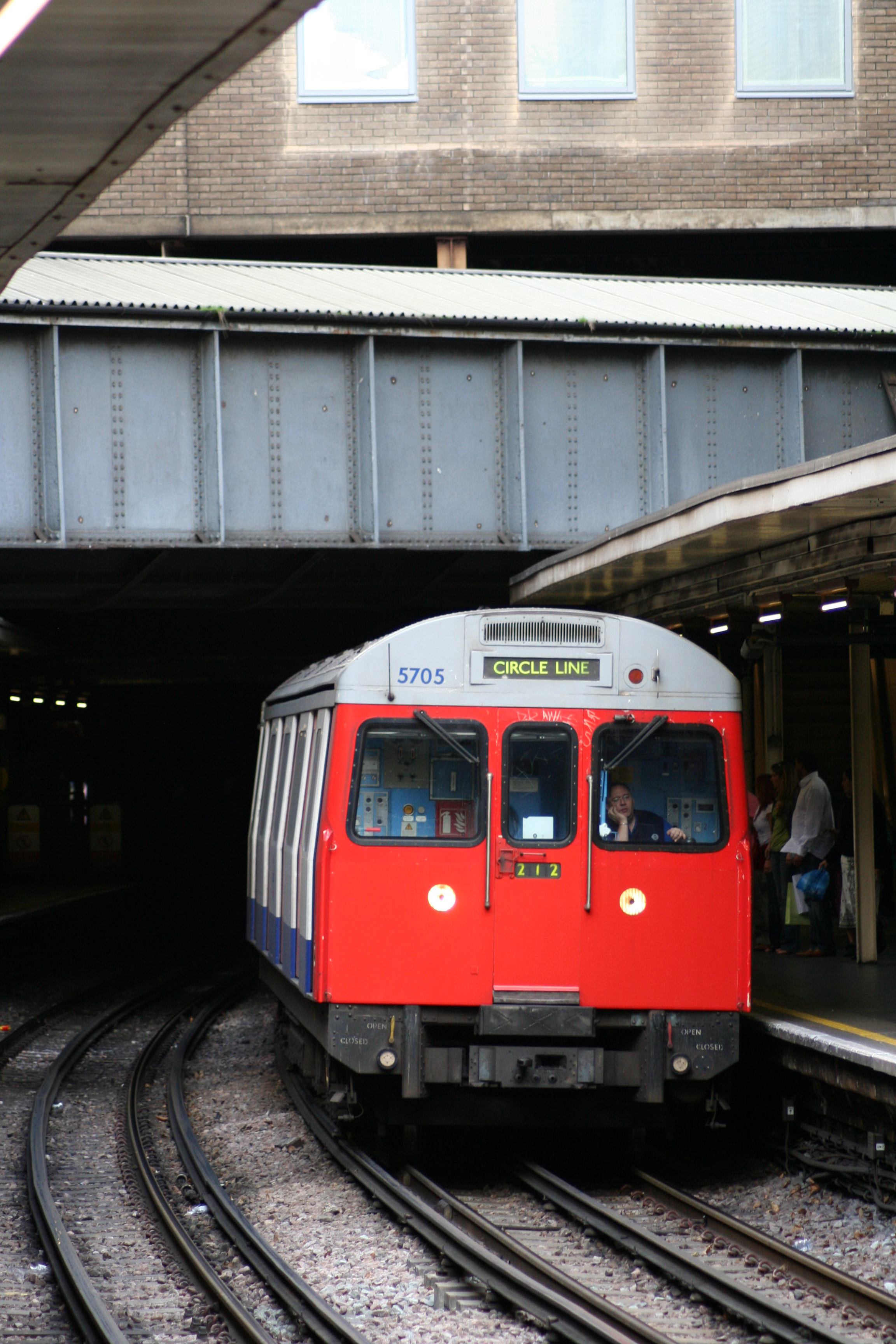
Der Fluss Westbourne wird in einer Rohrleitung über die Station Sloane Square hinweg geführt

Sloane Square ist eine unterirdische, nach oben offene Station der London Underground im Stadtbezirk Royal Borough of Kensington and Chelsea. Sie liegt am vornehmen Sloane Square in der Travelcard-Tarifzone 1, hier halten Züge der Circle Line und der District Line. Im Jahr 2014 nutzten 16,76 Millionen Fahrgäste die Station.
Die Eröffnung der Station erfolgte am 24. Dezember 1868 durch die Metropolitan District Railway (Vorgängergesellschaft der District Line), als Teil des ersten Streckenabschnitts zwischen South Kensington und Westminster. Ende der 1930er Jahre wurde die Station umgebaut und erhielt Rolltreppen. Ein deutscher Luftangriff zerstörte jedoch am 12. November 1940 die Station fast vollständig; dabei starben 37 Menschen. Nach Kriegsende ersetzte man das Stationsgebäude durch einen modernen Neubau.
Die Station kreuzt das Tal des Westbourne, einem Nebenfluss der Themse, der weiter nördlich durch den Hyde Park fließt. Der Fluss hatte große Auswirkungen auf den Bau der Station. Sie konnte nicht über dem Fluss gebaut werden, da die oberirdische Führung der Strecke in diesem Gebiet aufgrund der hohen Grundstückspreise von vornherein ausgeschlossen war. Eine Kreuzung auf gleicher Höhe kam ebenso nicht in Frage, da das Wasser mit einem teuren Pumpensystem hätte umgeleitet werden müssen. Aus dem Grund baute man die Station unter dem Fluss und führte das Wasser in einer eisernen Rohrleitung über die Gleise hinweg.